# Niklas Larsen
Niklas Larsen (Slagelse, 22 de março de 1997) é um ciclista dinamaquês que compete tanto em provas de pista quanto de estrada. Ele ganhou a medalha de ouro na prova por pontos do Campeonato Europeu de 2016 e a medalha de bronze na perseguição por equipes durante os Jogos Olímpicos do Rio.

## Carreira
Em 2016 Larsen disputou o Campeonato Europeu e conquistou a medalha de ouro na corrida por pontos. No Campeonato Mundial integrou a equipe dinamarquesa que obteve o bronze na perseguição por equipes. Ainda em 2016 estreou nos Jogos Olímpicos, onde voltou a integrar a equipe de perseguição que conquistou uma nova medalha de bronze.
No Europeu de 2017, em Berlim, ficou em segundo lugar na prova de madison e por pontos. No Campeonato Mundial de 2018, em Apeldoorn, obteve a medalha de prata com a equipe de perseguição.
Além das provas de pista, Larsen também compete no ciclismo de estrada, onde integra a equipe Team TreFor desde 2016.